# Список нагород і почесних звань Леоніда Брежнєва

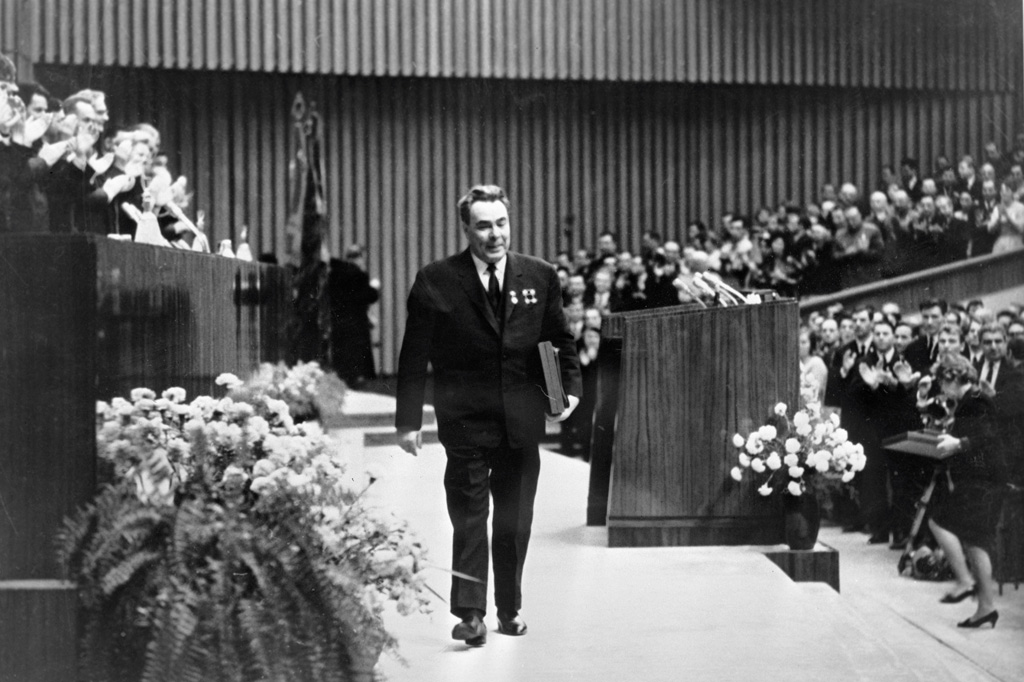
Леонід Брежнєв на пленумі ЦК ВЛКСМ, присвяченому 50-річчю комсомолу. 1968 рік

Список нагород і почесних звань Брежнєва — список нагород, яких був удостоєний Леонід Ілліч Брежнєв — голова президії Верховної Ради СРСР і генеральний секретар ЦК КПРС, маршал Радянського Союзу.
Леонід Брежнев, за інформацією російського видання книги рекордів Гіннеса, є людиною з найбільшою кількістю нагород не тільки в СРСР, але у світі. За словами видавців книги він «мав 15 орденів СРСР і 18 радянських медалей, а всього разом з іноземними нагородами парадний кітель Брежнєва прикрашали 42 ордени та 47 медалей». Інші видання свідчать, що у Брежнєва було більше двохсот орденів і медалей. Також є думка, що жодна з цих цифр невірна, а кількість нагород Брежнєва є загадкою.

## Нагороди СРСР
Державні нагороди
- 4 медалі «Золота Зірка» Героя Радянського Союзу (18.12.1966, 18.12.1976, 19.12.1978, 18.12.1981)
- Медаль «Серп і Молот» Героя Соціалістичної Праці (17.06.1961)
- 8 орденів Леніна
- орден «Перемога» (№ 20 — 20.02.1978, нагородження скасовано Президією Верховної Ради СРСР 21.09.1989)
- 2 ордена Жовтневої Революції
- 2 ордени Червоного Прапора
- орден Богдана Хмельницького 2-го ступеня
- орден Вітчизняної війни 1-го ступеня
- орден Червоної Зірки
- медаль «За бойові заслуги»
- медаль «За оборону Одеси»
- медаль «За оборону Кавказу»
- медаль «За визволення Варшави»
- медаль «За взяття Відня»
- медаль «За доблесну працю у Великій Вітчизняній війні 1941—1945 рр.»
- медаль «За перемогу над Німеччиною у Великій Вітчизняній війні 1941—1945 рр.»
- медаль «За відбудову підприємств чорної металургії Півдня»
- медаль «За освоєння цілинних земель»
- медаль «В пам'ять 250-річчя Ленінграда»
- медаль «В пам'ять 1500-річчя Києва»
- медаль «40 років Збройних Сил СРСР»
- медаль «50 років Збройних Сил СРСР»
- медаль «60 років Збройних Сил СРСР»
- медаль «20 років перемоги у Великій Вітчизняній війні 1941—1945 рр.»
- медаль «30 років перемоги у Великій Вітчизняній війні 1941—1945 рр.»
- медаль «За доблесну працю (За військову доблесть). В ознаменування 100-річчя з дня народження Володимира Ілліча Леніна»
- Медаль лауреата всесоюзної Ленінської премії (20.04.1979)
- почесна зброя — іменний маузер (1943)
- почесна зброя — іменна шашка із золотим зображенням Державного герба СРСР (18.12.1976)

## Почесні звання
- Почесний громадянин Дніпропетровська (21.08.1979, позбавлений 2023 року)[3]
- Почесний громадянин м. Тбілісі (21.05.1981);
- Почесний курсант 1-ї танкової роти бронетанкової школи Забайкальського військового округу (17.12.1981);
- Почесний громадянин Києва (26.04.1982); позбавлений звання 23.05.2023);
- Почесний громадянин Баку (24.09.1982);

## НагородаАргентини
- орден Травневої Революції 1-го класу (1974)

## НагородаАфганістану
- орден «Сонце Свободи» (1981)

## НагородиБолгарії
- 3 Золоті Зірки Героя НРБ (1973, 1976, 1981)
- 3 ордени Георгія Димитрова (1973, 1976, 1981)
- медаль «100 років звільнення Болгарії від османського ярма» (1978)
- медаль «30 років Соціалістичної Революції в Болгарії» (1974)
- медаль «90 років з дня народження Г. Димитрова» (1972)
- медаль «100 років з дня народження Г. Димитрова» (1982)

## НагородиУгорщини
- 2 ордена Прапора Угорської НР з діамантами (1976, 1981)
- Почесний ветеран комбінату «Червоний Чепель»

## НагородиВ'єтнаму
- Золота Медаль Героя Праці СРВ (1982)
- орден Хо Ши Міна 1-го ступеня (1982)
- орден Золотої Зірки (1980)

## НагородаГвінеї
- орден Незалежності (1961)

## НагородиНДР
- 3 Золоті Зірки Героя НДР (1976, 1979, 1981)
- 3 ордени Карла Маркса (1974, 1979, 1981)
- орден «Велика Зірка Дружби Народів» з діамантами (1976)
- медаль «За заслуги у зміцненні НДР» (1979)

## НагородиІндонезії
- 2 зірки і знака ордена «Зірка Індонезії» 1-го класу (1961, 1976)

## НагородаЄмену
- орден Революції 14 жовтня (1982)

## НагородаКНДР
- орден Державного Прапора 1-го ступеня (1976)

## НагородиКуби
- Золота Зірка Героя Куби (1981)
- Орден Хосе Марті (1974)
- Орден «Карлос Мануель де Сеспедес» (1981)
- орден «Плайя Хірон» (1976)
- медаль «20 років штурму казарми Монкада» (1973)
- медаль «20 років Революційних Збройних Сил» (1976)

## НагородиЛаосу
- Золота Зірка Героя ЛНДР (1981)
- Золота Медаль Нації (1982)

## НагородиМонголії
- Золота Зірка Героя МНР (1976)
- Золота Зірка Героя Праці МНР (1981)
- 4 ордени Сухе-Батора (1966, 1971, 1976, 1981)
- медаль «30 років Перемоги на Халхін-Голі» (1969)
- медаль «40 років Перемоги на Халхін-Голі» (1979)
- медаль «50 років Монгольської Народної Революції» (1971)
- медаль «50 років Монгольської Народної Армії» (1971)
- медаль «30 років Перемоги над Японією» (1975)

## НагородаПеру
- орден «Сонце Перу» 1-го ступеня (1978)

## НагородиПольщі
- Великий хрест ордена «Virtuti Militari» (нагороджено 21 липня 1974 року — скасовано 10 липня 1990)
- Великий хрест Ордена Відродження Польщі 1-го класу (1976)
- зірка і знак ордена Заслуги ПНР 1-го класу (1981)
- Грюнвальдській хрест 2-го ступеня (1946)
- медаль «За Одру, Нісу і Балтику» (1946)
- медаль «Перемоги та Свободи» (1946)
- Почесний металург заводу «Гута-Варшава»
- Почесний будівельник металургійного комбінату «Катовіце» (1976)

## НагородиРумунії
- орден «Зірка Румунії» 1-го ступеня (1976)
- орден «Перемога Соціалізму» (1981)

## НагородиФінляндії
- зірка і знак ордена Білої троянди 1-го класу (1976)
- орден Білої троянди з ланцюгом (1976)

## НагородиЧехословацької Соціалістичної Республіки
- 3 Золоті Зірки Героя ЧССР (5.05.1970, 26.10.1976, 16.12.1981)
- 4 ордени Клемента Готвальда (1970, 1976, 1978, 1981)
- орден Білого лева «За Перемогу» 1-го ступеня (1946)
- зірка і знак ордена Білого лева з ланцюгом (1973)
- 2 Військових хреста 1939 (1945, 1947)
- медаль «За хоробрість перед ворогом» (1945)
- Військова пам'ятна медаль (1946)
- Дукельський пам'ятна медаль (1960)
- медаль «20 років Словацького національного повстання» (1964)
- медаль «50 років Компартії Чехословаччини» (1971)
- медаль «30 років Словацького національного повстання» (1975)
- медаль «За зміцнення дружби по зброї» 1-го ступеня (1980)

## НагородаНародно-Демократичної Республіки Ефіопія
- орден «Зірка Пошани» (1980)

## НагородиСоціалістичної Федеративної Республіки Югославія
- орден «Зірка Югославії» 1-го ступеня (1962)
- орден Свободи (1976)

## Інші нагороди і премії
Нагороди міжнародних та громадських організацій, медалі премій та ін.
- медаль лауреата Міжнародної Ленінської премії «За зміцнення миру між народами» (12.06.1973)
- Золота медаль Миру імені Ф. Жоліо-Кюрі (14.11.1975, від Всесвітньої Ради Миру)
- Золота медаль Миру ООН імені О. Гана (1977)
- медаль лауреата Премії імені Г. Димитрова (23.11.1978)
- Золота медаль Міжнародної премії за мир «Золотий Меркурій»
- Золота медаль імені Карла Маркса (1977, від Академії Наук СРСР)
- знак «50 років перебування в КПРС» (від ЦК КПРС)
- Золота медаль Всесвітньої Федерації Профспілок (15.02.1982)